# Protandrena swenki
Protandrena swenki är en biart som beskrevs av Crawford 1913. Protandrena swenki ingår i släktet Protandrena och familjen grävbin. Inga underarter finns listade i Catalogue of Life.